# ミュージアムマイル (競走馬)
競走馬におけるミュージアムマイルとは、
1. 日本の2006年生まれの競走馬。父マンハッタンカフェ、母父Gulch。未出走[1]。
2. 日本の2022年生まれの競走馬。本項にて記述。

ミュージアムマイル（欧字名:Museum Mile、2022年1月10日 - ）は、日本の競走馬。主な勝ち鞍に2025年の皐月賞。
馬名の意味は、ニューヨーク、マンハッタンの5番街にある通り。

## 経歴

### 2歳（2024年）

#### 新馬戦
2024年8月24日、中京競馬場第5レースの2歳新馬戦（芝1600m）で、幸英明を鞍上にデビュー。単勝オッズ5.4倍の4番人気で迎えた。レースではスタートで出遅れ、最後方から追い上げる競馬となる。3コーナーに入ると、馬群に追い付き大外に付ける。直線では、溜めていた脚を解放し追い上げたが、先頭に届かず3着となった。

#### 未勝利戦
10月5日、キャリア2戦目は京都競馬場第3レースの2歳未勝利戦（芝1800m）に出走。道中は中団に付けると、そのまま運び直線へ向かい、鞍上の鞭に反応し、ゴール直前でショウナンカゼルタを差し切り初勝利を挙げる。

#### 黄菊賞
11月10日、1勝クラス・黄菊賞（芝2000m）に出走。鞍上にはクリスチャン・デムーロを起用した。後方3番手に付けると、3コーナーでは大外に付け馬群を見る。4コーナーで3番手に位置を上げると、直線に入って一気に先頭へ。2着のヤマニンブークリエに3馬身付け、2連勝を決める。

#### 朝日杯フューチュリティステークス
陣営は次走に重賞・GI初挑戦の舞台として朝日杯フューチュリティステークスに参戦を表明。12月15日、単勝オッズ3.7倍の2番人気に支持され、レースを迎えた。スタートは少し出遅れたものの、鞍上が押して行き、馬群の内側の前団に付ける。直線に向くと、先に抜け出したアドマイヤズームを追って行くが、交わすことが出来ず2着となった。

### 3歳（2025年）

#### 弥生賞ディープインパクト記念
3歳シーズンは弥生賞ディープインパクト記念からの始動を選択。鞍上は幸に戻した。戦前は、前走で2着に入ったこともあり、デビューから2連勝中のナグルファルや、ヴィンセンシオといった人気馬を抑え、単勝2.9倍の1番人気に推されていた。道中は中団に付け、他馬の様子を伺う。向正面でファウストラーゼンが捲って上がっていく中、3コーナーから鞍上が動かす。直線で3番手に躍り出たが、後方からアロヒアリイに交わされ4着。

#### 皐月賞
次走には中央競馬クラシック三冠の第1戦となる皐月賞を陣営は選択。鞍上にはジョアン・モレイラを起用。単勝オッズは3戦3勝で三冠馬の期待がかけられていたクロワデュノールや、東京スポーツ杯2歳ステークスで2着となり鎬を削ったサトノシャイニングに人気を譲り、3番人気で迎えた。五分五分のスタートを切ると、中団に付け追走。先頭のピコチャンブラックが1000mを59秒3で通過し、激しい動かし合いになる中、いざ直線へ。馬群の外に持って行き、残り200mで溜めた脚を解放。クロワデュノールを交わし、重賞・GI初制覇を飾った。

## 競走成績
以下の内容は、JBISサーチおよびnetkeiba.comの情報に基づく。
| 競走日     | 競馬場 | 競走名             | 格  | 距離（馬場）  | 頭 数 | 枠 番 | 馬 番 | オッズ （人気） | 着順 | タイム （上り3F） | 着差 | 騎手        | 斤量 [kg] | 1着馬（2着馬）         | 馬体重 [kg] |
| ---------- | ------ | ------------------ | --- | ------------- | ----- | ----- | ----- | --------------- | ---- | ----------------- | ---- | ----------- | --------- | ---------------------- | ----------- |
| 2024.08.24 | 中京   | 2歳新馬            |     | 芝1600m（良） | 16    | 1     | 1     | 005.40（4人）   | 03着 | R1:35.5（34.1）   | -0.4 | 0幸英明     | 55        | ショウナンラフィネ     | 500         |
| 0000.10.05 | 京都   | 2歳未勝利          |     | 芝1800m（良） | 8     | 4     | 4     | 001.90（1人）   | 01着 | R1:46.8（34.2）   | -0.2 | 0幸英明     | 56        | （ショウナンカゼルタ） | 496         |
| 0000.11.10 | 京都   | 黄菊賞             | 1勝 | 芝2000m（良） | 8     | 2     | 2     | 001.90（1人）   | 01着 | R2:00.0（33.7）   | -0.5 | 0C.デムーロ | 56        | （ヤマニンブークリエ） | 496         |
| 0000.12.15 | 京都   | 朝日杯FS           | GI  | 芝1600m（良） | 16    | 2     | 4     | 003.70（2人）   | 02着 | R1:34.5（33.8）   | -0.4 | 0C.デムーロ | 56        | アドマイヤズーム       | 494         |
| 2025.03.09 | 中山   | 弥生賞ディープ記念 | GII | 芝2000m（稍） | 14    | 7     | 11    | 002.90（1人）   | 04着 | R2:01.5（36.5）   | -0.2 | 0幸英明     | 57        | ファウストラーゼン     | 502         |
| 0000.04.20 | 中山   | 皐月賞             | GI  | 芝2000m（良） | 18    | 6     | 11    | 010.60（3人）   | 01着 | R1:57.0（34.1）   | -0.3 | 0J.モレイラ | 57        | （クロワデュノール）   | 500         |
| 0000.06.01 | 東京   | 東京優駿           | GI  | 芝2400m（良） | 18    | 4     | 7     | 005.70（2人）   | 06着 | R2:24.4（34.1）   | -0.7 | 0D.レーン   | 57        | クロワデュノール       | 496         |

- タイム欄のRはレコード勝ちを示す。
- 競走成績は2025年6月1日現在

## 血統表
| ミュージアムマイルの血統      | ミュージアムマイルの血統                          | ミュージアムマイルの血統                          | （血統表の出典）                                  | （血統表の出典）    |
| 父系                          | キングマンボ系（ミスタープロスペクター系）        | キングマンボ系（ミスタープロスペクター系）        | キングマンボ系（ミスタープロスペクター系）        | [ § 2 ]             |
| 父 リオンディーズ 黒鹿毛 2013 | 父の父キングカメハメハ 鹿毛 2001                  | Kingmambo                                         | Mr.Prospector                                     | Mr.Prospector       |
| 父 リオンディーズ 黒鹿毛 2013 | 父の父キングカメハメハ 鹿毛 2001                  | Kingmambo                                         | Miesque                                           |                     |
| 父 リオンディーズ 黒鹿毛 2013 | 父の父キングカメハメハ 鹿毛 2001                  | *マンファス                                       | *ラストタイクーン                                 | *ラストタイクーン   |
| 父 リオンディーズ 黒鹿毛 2013 | 父の父キングカメハメハ 鹿毛 2001                  | *マンファス                                       | Pilot Bird                                        |                     |
| 父 リオンディーズ 黒鹿毛 2013 | 父の母シーザリオ 青毛 2002                        | スペシャルウィーク                                | *サンデーサイレンス                               | *サンデーサイレンス |
| 父 リオンディーズ 黒鹿毛 2013 | 父の母シーザリオ 青毛 2002                        | スペシャルウィーク                                | キャンペンガール                                  |                     |
| 父 リオンディーズ 黒鹿毛 2013 | 父の母シーザリオ 青毛 2002                        | *キロフプリミエール                               | Sadler's Wells                                    | Sadler's Wells      |
| 父 リオンディーズ 黒鹿毛 2013 | 父の母シーザリオ 青毛 2002                        | *キロフプリミエール                               | Querida                                           |                     |
| 母 ミュージアムヒル 鹿毛 2015 | 母の父ハーツクライ 鹿毛 2001                      | *サンデーサイレンス                               | Halo                                              | Halo                |
| 母 ミュージアムヒル 鹿毛 2015 | 母の父ハーツクライ 鹿毛 2001                      | *サンデーサイレンス                               | Wishing Well                                      |                     |
| 母 ミュージアムヒル 鹿毛 2015 | 母の父ハーツクライ 鹿毛 2001                      | アイリッシュダンス                                | *トニービン                                       | *トニービン         |
| 母 ミュージアムヒル 鹿毛 2015 | 母の父ハーツクライ 鹿毛 2001                      | アイリッシュダンス                                | *ビューパーダンス                                 |                     |
| 母 ミュージアムヒル 鹿毛 2015 | 母の母ロレットチャペル 鹿毛 2003                  | *フレンチデピュティ                               | Deputy Minister                                   | Deputy Minister     |
| 母 ミュージアムヒル 鹿毛 2015 | 母の母ロレットチャペル 鹿毛 2003                  | *フレンチデピュティ                               | Mitterand                                         |                     |
| 母 ミュージアムヒル 鹿毛 2015 | 母の母ロレットチャペル 鹿毛 2003                  | サンタフェトレイル                                | *ノーザンテースト                                 | *ノーザンテースト   |
| 母 ミュージアムヒル 鹿毛 2015 | 母の母ロレットチャペル 鹿毛 2003                  | サンタフェトレイル                                | *ハッピートレイルズ                               |                     |
| 母系(F-No.)                   | ハッピートレイルズ(IRE)系(FN:4-d)                 | ハッピートレイルズ(IRE)系(FN:4-d)                 | ハッピートレイルズ(IRE)系(FN:4-d)                 | [ § 3 ]             |
| 5代内の近親交配               | サンデーサイレンス：M3×S4、Northern Dancer：S5×M5 | サンデーサイレンス：M3×S4、Northern Dancer：S5×M5 | サンデーサイレンス：M3×S4、Northern Dancer：S5×M5 | [ § 4 ]             |
| 出典                          | 1. 2. 3. 4.                                       | 1. 2. 3. 4.                                       | 1. 2. 3. 4.                                       | 1. 2. 3. 4.         |

- 祖母ロレットチャペルの半兄にキングストレイル（2005年セントライト記念ほか）。
- 3代母サンタフェトレイルの半姉にシンコウラブリイ（1993年マイルチャンピオンシップほか）、半妹にハッピーパス（2003年京都牝馬ステークス）がいる。
- そのほかの近親にチェルヴィニア（2024年優駿牝馬、秋華賞他。ハッピーパスの孫）など。詳細はロイコン#主要なファミリーラインを参照。